# Impacto ambiental da moda

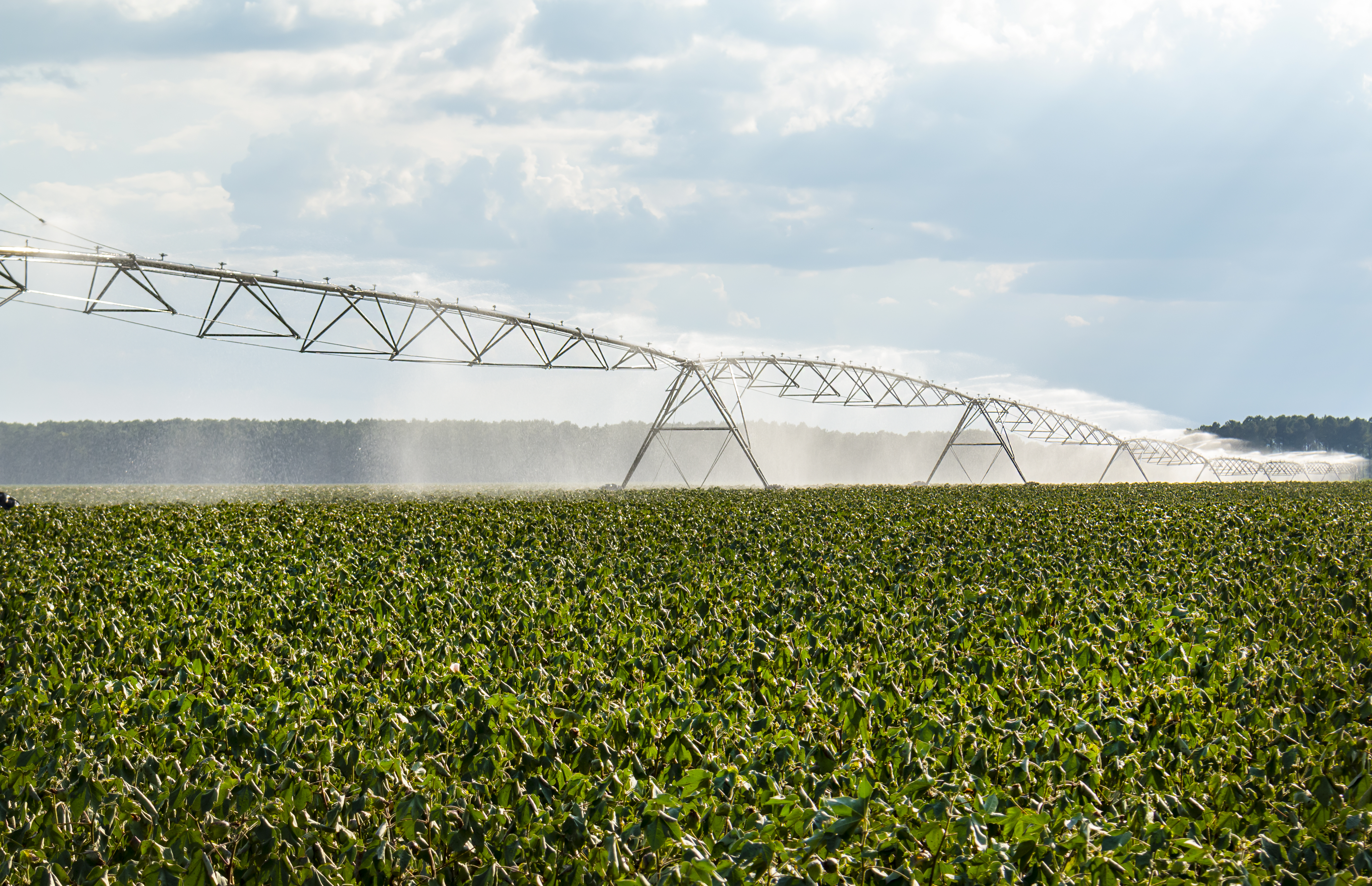
A produção de algodão requer uma grande quantidade de água e também produz águas residuais.

A indústria da moda, em particular a produção e utilização de vestuário e calçado, é um importante impulsionador das emissões de gases com efeito de estufa e da poluição por plástico. O rápido crescimento da fast fashion levou ao consumo anual de cerca de 80 mil milhões de artigos de vestuário, sendo que cerca de 85% das roupas consumidas nos Estados Unidos são enviadas para aterros sanitários.
Menos de um por cento das roupas são recicladas para fazer roupas novas. Estimou-se que a indústria produziu 10% de todas as emissões de gases de efeito estufa em 2020, o que foi maior do que as emissões produzidas por voos internacionais e transporte marítimo juntos. De acordo com um relatório de 2017 da Fundação Ellen MacArthur, se o sector da moda persistir na mesma trajetória, a sua quota nas emissões globais de carbono poderá aumentar para 26% até 2050. A produção e distribuição de colheitas, fibras e vestuários utilizados na moda contribuem para diferentes formas de poluição ambiental, incluindo a degradação da água, do ar e do solo. A indústria têxtil é o segundo maior poluidor de água doce local no mundo, e é responsável por cerca de um quinto de toda a poluição industrial da água. Alguns dos principais fatores que contribuem para esta poluição causada pela indústria são a vasta superprodução de artigos de moda, o uso de fibras sintéticas, a poluição agrícola de culturas de moda, e a proliferação de microfibras em fontes de água globais.

## Fast fashion
A fast fashion é definida como "uma abordagem ao design, criação e marketing de modas de vestuário que enfatiza a disponibilização rápida e barata das tendências da moda aos consumidores". Enquanto que os processos de moda tradicionais geralmente levam cerca de 6 meses para projetar, fabricar e comercializar produtos, a moda rápida conclui estes processos em várias semanas, permitindo que as demandas dos consumidores sejam atendidas em rápida mudança.
A quantidade de roupas novas compradas pelos americanos triplicou desde a década de 1960. A globalização estimulou o rápido crescimento da indústria da fast fashion. As vendas globais de vestuário no retalho em 2019 atingiram 1,9 biliões de dólares americanos, um novo recorde – espera-se que este número dobre para três biliões de dólares americanos até o ano de 2030. O mundo consome mais de 80 mil milhões de artigos de vestuário anualmente.
A fast fashion também é chamada de “moda descartável”, pois os ciclos de tendências mudam tão rapidamente que muitos consumidores só usam os seus itens uma ou duas vezes antes de descartá-los. As roupas também costumam ser feitas com materiais de baixa qualidade, desprezados pelo preço baixo. Isto faz com que a roupa rasgue, tenha costuras estouradas ou se desgaste mais rápido do que um item de moda sustentável.

### Produção e eliminação de resíduos
Uma preocupação com a fast fashion é o desperdício de roupas que ela produz. De acordo com a Agência de Proteção Ambiental, 15,1 milhões de toneladas de resíduos têxteis de vestuário foram produzidos apenas em 2013. Nos Estados Unidos, 64,5% dos resíduos têxteis são descartados em aterros sanitários, 19,3% são incinerados com recuperação de energia e apenas 16,2% são reciclados. Quando roupas têxteis vão parar a aterros sanitários, produtos químicos presentes nas roupas, como a tinta, podem penetrar no solo e causar danos ambientais. Quando a roupa não vendida é queimada, liberta CO₂ para a atmosfera. De acordo com um relatório do Grupo Banco Mundial, a indústria da moda é responsável por 10% das emissões globais anuais de carbono. Em 2019, a França anunciou que estava a envidar esforços para impedir que as empresas praticassem esta prática de queimar artigos de moda não vendidos. A moda é produzida a um ritmo tão elevado e rápido que mais de 40% dos artigos de moda são vendidos com desconto.
A embalagem das roupas também contribui para o desperdício produzido pela indústria da moda. À medida que as compras online, tanto de roupas quanto de outros itens, se tornaram comuns, a quantidade de lixo produzido totalizou cerca de 75 milhões de toneladas somente nos Estados Unidos. Muitos materiais de embalagem também não são recicláveis.
À medida que a popularidade da moda rápida aumentou, isto levou ao surgimento da moda ultrarrápida. A moda ultrarrápida é semelhante à fast fashion, porém a velocidade de produção e os ciclos de tendências são acelerados. As roupas são feitas de qualidade ainda pior do que as peças típicas de fast fashion e é recomendável usá-las apenas algumas vezes antes de descartá-las. Muitas das empresas com grande presença nas redes sociais, como a Shein, a Fashion Nova e a PrettyLittleThing, promovem a moda ultrarrápida.

### Slow fashion
A slow fashion é um movimento que busca opor-se à fast fashion, com foco na produção e venda de roupas sustentáveis criadas com materiais ecológicos. O movimento incentiva a compra de roupas de fontes locais em vez de grandes marcas, pois essas peças feitas localmente são geralmente de qualidade superior e duram mais do que as roupas feitas em fábrica, além de reduzir a poluição causada pelo descarte de roupas. O movimento da moda lenta também desafia as questões éticas da moda rápida, como a sub-remuneração e o excesso de trabalho dos trabalhadores das fábricas, que muitas vezes vêm de países de baixo rendimento.

## Materiais
A maior parte do impacto ambiental da moda vem das suas matérias-primas.

### Materiais sintéticos
Estima-se que os materiais sintéticos utilizados no vestuário necessitem de 342 milhões de barris de petróleo por ano. O poliéster foi uma das fibras mais populares usadas na moda em 2017, encontrada em cerca de 60% das peças de vestuário em lojas de retalho e equivalendo a cerca de 21,3 milhões de toneladas de fibra de poliéster. Houve um aumento de 157% no consumo de roupas de poliéster entre 2000 e 2015. A lavagem de roupas de poliéster leva à libertação de microplásticos que entram nos sistemas aquáticos, incluindo os oceanos.

### Algodão

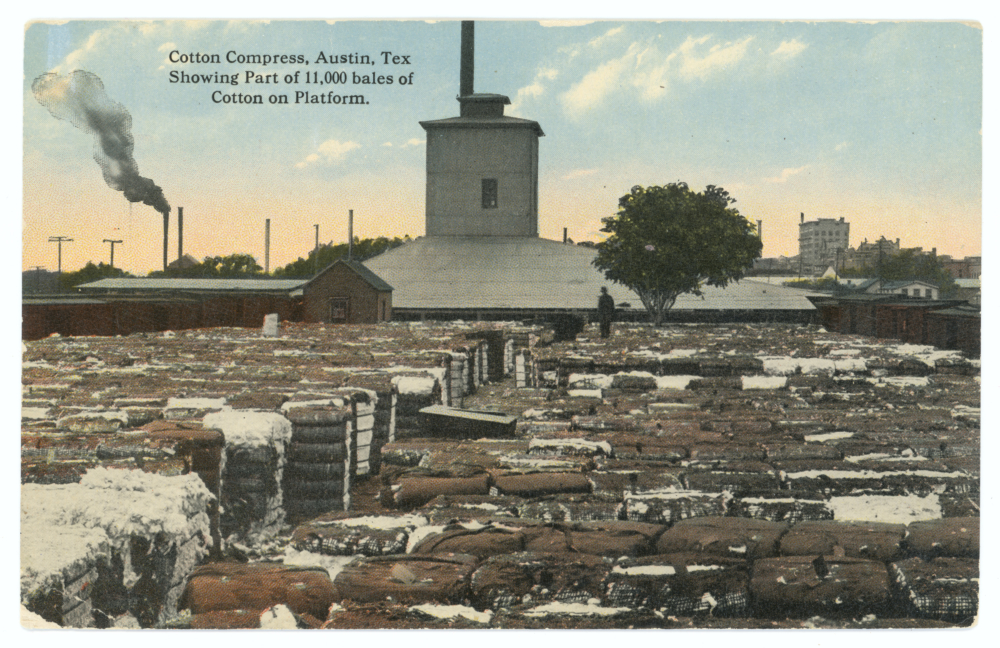
Imagem de 1913 da produção de algodão nos Estados Unidos.

O algodão é a cultura mais comum no mundo, além da alimentação. A produção de algodão utiliza 2,5% das terras agrícolas do mundo. Metade de todos os têxteis produzidos são feitos desta fibra. O algodão é uma cultura que exige muita água, necessitando de 3644 metros cúbicos de água para produzir uma tonelada de fibra. O cultivo do algodão requer 25% dos insecticidas e 10-16% dos pesticidas do que é usado globalmente todos os anos. Metade dos principais pesticidas utilizados no cultivo do algodão nos EUA são considerados provavelmente cancerígenos pela Agência de Proteção Ambiental dos Estados Unidos. A produção de algodão degrada a qualidade do solo, levando ao esgotamento dos campos e à expansão para novas áreas. A expansão para novas áreas leva à destruição de habitats locais e a poluição associada afeta a biodiversidade.

### Fibras e têxteis animais
As fibras de origem animal, como a lã e o couro, foram responsáveis por 14,5% das emissões globais de gases com efeito de estufa em 2005. O gado tem sistemas digestivos que usam um processo conhecido como fermentação do intestino anterior, que cria o gás de efeito de estufa metano como subproduto. Além do CH4 libertado pelos ruminantes, CO2 e N2O são libertados na atmosfera como subprodutos da criação dos animais. No total, 44% das emissões causadas pelo gado são provenientes da fermentação entérica, 41% provêm da alimentação necessária à criação do gado, 10% provêm do estrume e 5% provêm do consumo de energia.
| Fibra         | MJ de energia/kg de têxtil | litros de água/kg de tecido |
| ------------- | -------------------------- | --------------------------- |
| nylon         | 250                        | ---                         |
| acrílico      | 175                        | ---                         |
| poliéster     | 125                        | 50.690-71.409               |
| polipropileno | 115                        | ---                         |
| viscose       | 100                        | 3.000                       |
| lã            | 63                         | 500                         |
| algodão       | 55                         | 10.000-20.000               |

O uso de energia aqui é medido em megajoules necessários para produzir um quilo do tecido fornecido. O uso de água aqui é medido em litros de água necessários para produzir um quilo de determinado tecido.

## Água
O descarte incorreto de roupas pode prejudicar o meio ambiente, especialmente por meio de águas residuais. Produtos químicos presentes em roupas em decomposição podem vazar para o ar e para o solo, afetando tanto as águas subterrâneas quanto as superficiais. Além da poluição plástica, os têxteis também contribuem significativamente para a poluição marinha. Ao contrário do plástico, o impacto da poluição têxtil na vida marinha ocorre nos vários processos da sua cadeia de abastecimento. Poluentes como pesticidas e produtos químicos utilizados na fabricação de vestuário aderem a partículas que se acumulam no ecossistema aquático e, consequentemente, entram nas cadeias alimentares humanas.

### Poluição por microfibra
Tanto o plástico quanto o têxtil sintético são criados a partir de uma estrutura química chamada polímero. O dicionário Merriam-Webster define polímero como “um composto químico ou mistura de compostos formados por polimerização e consistindo essencialmente em unidades estruturais repetidas”. Para o plástico, o polímero comum encontrado é o PET, o polietileno (PE) ou o polipropileno (PP), enquanto para o têxtil, o polímero encontrado mais abundante na coleta de resíduos são os têxteis de poliéster e náilon.
Os têxteis perdem microfibras em todas as fases do seu ciclo de vida, desde a produção, à utilização e à eliminação no fim da sua vida útil. Estas fibras acabam no solo, no ar, nos lagos e nos oceanos. A poluição por microfibras existe desde que existe a indústria têxtil, mas só recentemente é que passou a ser alvo de escrutínio público. A Ocean Wise Conservation Association produziu um estudo discutindo o desperdício têxtil. No caso do poliéster, foi declarado que, em média, os humanos eliminam cerca de 20 a 800 mg de resíduos de micropoliéster para cada kg de tecido lavado. Uma quantidade menor de nylon é encontrada; para cada kg de tecido lavado, cerca de 11 a 63 mg de resíduos de microfibra de nylon são despejados em corpos de água. A lavagem de têxteis sintéticos liberta microplásticos e microfibras nos oceanos. Este tipo de resíduo é mais comummente encontrado em ciclos de máquinas de lavar, onde as fibras das roupas soltam-se durante o processo de centrifugação. Uma carga doméstica individual de roupa pode perder até 700.000 microfibras.
A Associação também divulgou um estudo afirmando que, em média, as famílias nos Estados Unidos e Canadá produzem cerca de 135 gramas de microfibras, o que equivale a 22 quilotoneladas de microfibras lançadas nas águas residuais anualmente. Estas águas residuais passarão por várias estações de tratamento de águas residuais, no entanto, cerca de 878 toneladas dessas 22 quilotoneladas não foram tratadas e, portanto, lançadas no oceano.
Os têxteis são a principal fonte de microfibras no ambiente. Trinta e cinco por cento dos microplásticos encontrados em ecossistemas marinhos, como as linhas costeiras, são provenientes de microfibras e nanofibras sintéticas. Estas microfibras afetam a vida marinha, pois são consumidas por peixes ou outras espécies dos ecossistemas marinhos, que acabam no intestino e causam danos aos animais. Microfibras foram encontradas nos tratos digestivos de peixes e crustáceos amplamente consumidos. Estes peixes são então consumidos pelos humanos, o que leva à absorção de micropoluentes pelos peixes num processo chamado biomagnificação. Predadores das espécies marinhas afetadas também são prejudicados, pois ingerem as microfibras previamente ingeridas pelas suas presas. O consumo anual de microplásticos por crustáceos foi de 11.000 peças, e microfibras foram encontradas em oitenta e três por cento dos peixes capturados num lago no Brasil. Num estudo, as taxas de consumo de alimentos diminuíram em caranguejos que comiam alimentos com microfibras de plástico, o que levou a que a energia disponível para o crescimento também diminuísse.

### Eutrofização

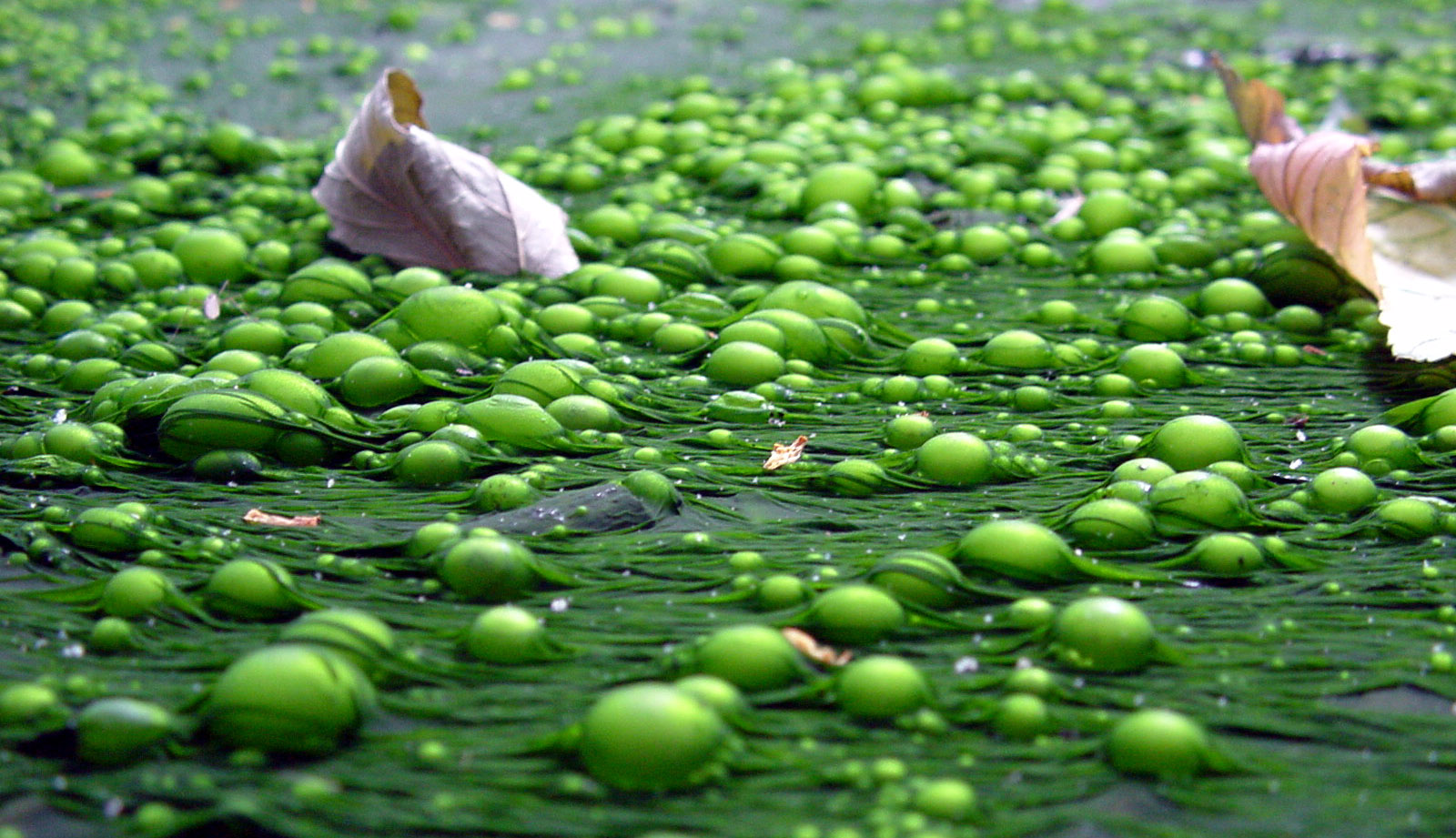
Eutrofização numa fonte de água.

As roupas geralmente contêm algodão não orgânico, cultivado em excesso com produtos químicos conhecidos por causar eutrofização. A eutrofização é um processo no qual fontes de água doce, como lagos e rios, ficam excessivamente enriquecidas com nutrientes. Isto causa um crescimento denso de vida vegetal que é prejudicial ao ecossistema, como a proliferação de algas. A proliferação de algas reduz os níveis de oxigénio na água à medida que se decompõe, resultando em mudanças no ecossistema, seja pela morte de criaturas aquáticas ou pela mudança de populações à medida que a água se torna inabitável. As proliferações de algas também podem tornar os corpos de água inadequados tanto para o consumo humano como para a recreação. Dois dos principais ingredientes dos pesticidas são nitratos e fosfatos, e quando os pesticidas vazam para os sistemas de riachos ao redor das terras agrícolas por meio do escoamento, os nitratos e fosfatos contribuem para a eutrofização da água.

### Uso da água
A indústria da moda consome uma grande quantidade de água para produzir tecidos e fabricar peças de vestuário todos os anos. A indústria global da moda utiliza 93 mil milhões de metros cúbicos de água por ano. Isto representa quatro por cento de toda a retirada de água doce a nível mundial. Este montante deverá duplicar até 2030 se seguir a tendência atual. De acordo com o Programa das Nações Unidas para o Meio Ambiente, a indústria da moda é responsável por 20 por cento das águas residuais globais. A fabricação de um único par de jeans Levi consome, em média, cerca de 3.781 litros de água. Em média, a produção de um quilo de têxteis requer 200 litros de água.

## Esforços de sustentabilidade

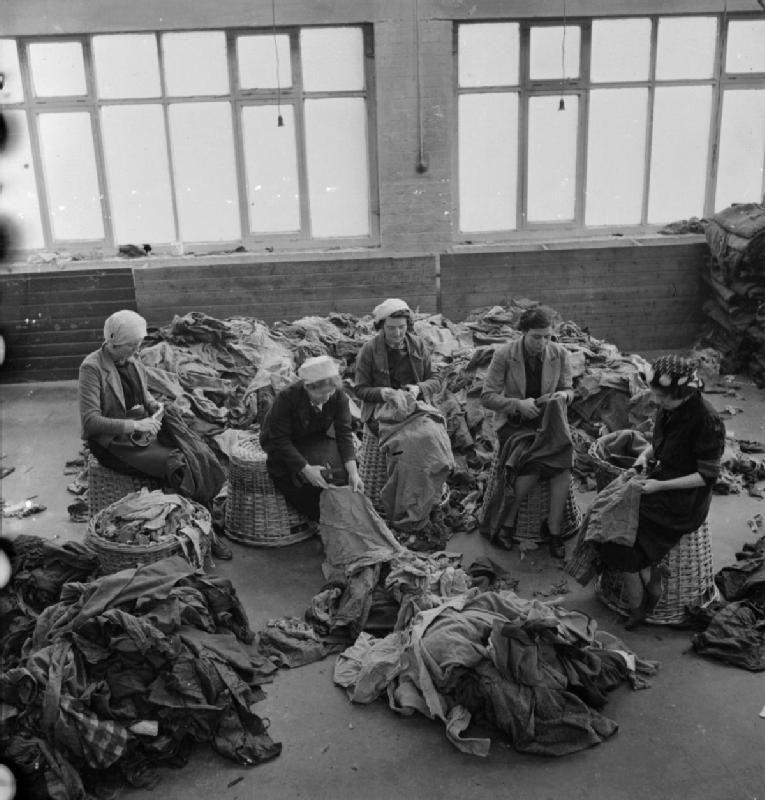
Mulheres britânicas na Segunda Guerra Mundial cortando roupas e trapos recuperados para reciclagem.

A fase de utilização pelo consumidor no ciclo de vida do vestuário e de outros têxteis é uma área de impacto significativa, mas é frequentemente negligenciada. Embora haja uma investigação mínima sobre máquinas de lavar e secar roupa com eficiência energética como método de redução do impacto no lado do consumidor, usar as peças de roupa durante mais 9 meses poderia reduzir o desperdício global em 22% e o consumo de água em 33%. Do lado do produtor, optar por produzir peças de vestuário em cores e designs populares, que os consumidores têm mais probabilidade de comprar, é uma escolha financeira e ambientalmente responsável. Projetar roupas com maior probabilidade de serem compradas pode reduzir o desperdício na produção. Em 2018, a retalhista de moda H&M terminou com 4,3 mil milhões de dólares em mercadorias não vendidas. Outros retalhistas, como a Patagonia, têm feito esforços para criar vestuário mais sustentável, utilizando materiais ecológicos, como o algodão de agricultura biológica e o poliéster, feitos a partir de garrafas de plástico recicladas.
Para estender o ciclo de vida das peças de vestuário e diminuir as taxas de produção e consumo excessivo, modelos de negócios como "bibliotecas de roupas" foram considerados. Estas empresas coletam peças de lojas e empresas locais e permitem que os clientes, que pagam uma assinatura mensal, peguem roupas emprestadas por um determinado período de tempo. Empresas iniciantes como estas foram testadas na Holanda e na Suécia, mas há preocupações de que as bibliotecas de vestuário terão pouco ou nenhum efeito na redução dos efeitos da moda rápida.